# Kurudi, Gauribidanur
Kurudi là một làng thuộc tehsil Gauribidanur, huyện Chikkaballapur, bang Karnataka, Ấn Độ.